# Varazdat Haroyan
Varazdat Haroyan, né le 24 août 1992, est un footballeur international arménien évoluant au poste de défenseur central au Qingdao West Coast.

## Biographie
Haroyan joue pour la première fois pour l'Arménie le 10 août 2011 dans un match amical contre la Lituanie.
En partance pour le club grec de l'AEL Larissa à la fin du mois de septembre 2020, le transfert d'Haroyan est finalement annulé en raison d'inquiétudes liées au conflit opposant l'Arménie à l'Azerbaïdjan durant cette même période. Il rejoint malgré tout le FK Tambov quelques jours plus tard.

## Palmarès
Pyunik Erevan
- Champion d'Arménie en 2010 et 2015.
- Vainqueur de la Coupe d'Arménie en 2013, 2014 et 2015.